# Каницки, Майкл Джозеф
Майкл Джозеф Каницки (англ. Michael Joseph Kaniecki; 13 апреля 1935, Детройт, штат Мичиган, США — 6 августа 2000, Эммонак, штат Аляска, США) —  прелат Римско-католической церкви, 7-й епископ Фэрбанкса.

## Биография
Майкл Джозеф Каницки родился в Детройте, штат Мичиган 13 апреля 1935 года. Вступил в Общество Иисуса и 5 июня 1965 года был рукоположен в сан священника.
8 марта 1984 римский папа Иоанн Павел II номинировал его в коадъюторы епископа Фэрбанкса. Епископскую хиротонию совершил 1 мая 1984 года Роберт Льюис Уилан, епископ Фэрбанкса, которому сослужили архиепископ Фрэнсис Томас Хёрли из Анкориджа и епископ Майкл Хьюз Кенни из Джуно. Наследовал кафедру 1 июня 1985 года, когда прежний епископ ушёл на покой; взошёл на кафедру 28 июля 1985 года.
Девизом епископа было «Любить и служить». Продолжил активную миссионерскую деятельность в епархии, начатую его предшественниками. Ещё будучи коадъютором, научился управлять самолётом, чтобы самостоятельно добираться до дальних приходов и общин. На его епископском гербе был изображён пропеллер. Вскоре после хиротонии ему был подарен самолет Cessna-207. Особое внимание уделял миссии среди эскимосов. Для них учредил специальную дьяконскую программу, по которой рукоположил большое число эскимосов-мужчин в сан постоянного диакона.
В 1990 году Национальная ассоциация постоянных диаконов вручила ему награду в знак признания его заслуг на миссии среди коренных народов Аляски. В апреле 1991 года, по инициативе епископа, в миссии в Сэнт-Мэри, состоялась конференция, посвящённая евангелизации коренных народов Северной Америки, которая имела большой успех среди аборигенов.
Большой популярностью у жителей епархии при Майкле Джозефе Канецки пользовались передачи католической епархиальной радиостанции со штабом в Номе. В апреле 1993 года он освятил в Келлере новый центр радиовещания. При нем также было построено много новых храмов, например, церковь святого Патрика в Барроу. В 1988, 1993 и 1998 годах посещал Ватикан. Во время последнего визита, он и святой папа Иоанн Павел II стали друзьями.
Скоропостижно скончался в день Преображения Господня, 6 августа 2000 года, от обширного инфаркта, когда служил мессу в эскимосской деревне Эммонак. Спустя три дня, тело почившего епископа было доставлено в Фэрбанкс. Прощание с покойным архиереем длилось нескольких дней в соборе Святейшего Сердца. Заупокойную мессу 12 августа возглавил Фрэнсис Томас Хёрли, архиепископ Анкориджа, после чего тело было захоронено на кладбище Бёрч-Хилл в Фербанксе.